# Chactas viloriai
Espèce
Chactas viloriai est une espèce de scorpions de la famille des Chactidae.

## Distribution
Cette espèce est endémique de l'État de Zulia au Venezuela. Elle se rencontre à Rosario de Perijá dans la grotte Cueva de La Pared à 1 800 m d'altitude dans la Serranía de Perijá.

## Description
La femelle holotype mesure 40,38 mm et le mâle paratype 38,22 mm.

## Étymologie
Cette espèce est nommée en l'honneur d'Ángel Luis Viloria Petit.

## Publication originale
- Rojas-Runjaic, 2004 : Un nuevo escorpión del género Chactas Gervais, 1844 (Scorpiones:Chactidae) de una cueva de la Sierra de Perijá, Venezuela. Revista Ibérica de Aracnología, vol. 10, p. 245−253 (texte intégral).